# Maria Astrid di Lussemburgo
Maria Astrid di Lussemburgo (nome completo in francese Marie Astrid Liliane Charlotte Léopoldine Wilhelmine Ingeborg Antoinette Élisabeth Anne Alberte; Betzdorf, 17 febbraio 1954) è una principessa lussemburghese.

## Biografia

### Gioventù
La principessa Maria Astrid è nata nel 1954 presso il castello di Betzdorf, primogenita dell'erede al trono Giovanni e di Giuseppina Carlotta del Belgio. Ebbe come padrini il nonno materno Leopoldo III del Belgio e la nonna paterna Carlotta di Lussemburgo.
Dal 1971 al 1974 si formò presso la Clinica del Sacro Cuore dove conseguì il diploma di infermiera; infine si specializzò nel 1977 in medicina tropicale all'Istituto Principe Leopoldo di Anversa.
Parla fluentemente in lussemburghese, francese e tedesco.

### Matrimonio
Il 17 giugno 1977 la prima pagina del Daily Express scrisse che Maria Astrid avrebbe sposato l'erede al trono britannico Carlo, principe del Galles, chiarendo anche che le differenze religiose dei due sarebbero state superate da un accordo per cui i figli maschi sarebbero stati educati nell'anglicanesimo e le figlie femmine nella fede cattolica della principessa. La notizia non fu mai confermata da fonti ufficiali.
Nel novembre 1981 fu annunciato il fidanzamento tra Maria Astrid e il suo cugino di secondo grado Carl Christian d'Asburgo-Lorena (1954), figlio dell'arciduca Carlo Ludovico. Il 6 febbraio 1982 vennero sposati civilmente nel palazzo granducale dalla sindaca Lydie Polfer e religiosamente presso la cattedrale di Notre-Dame dall'arcivescovo Jean Hengen.

### Attività

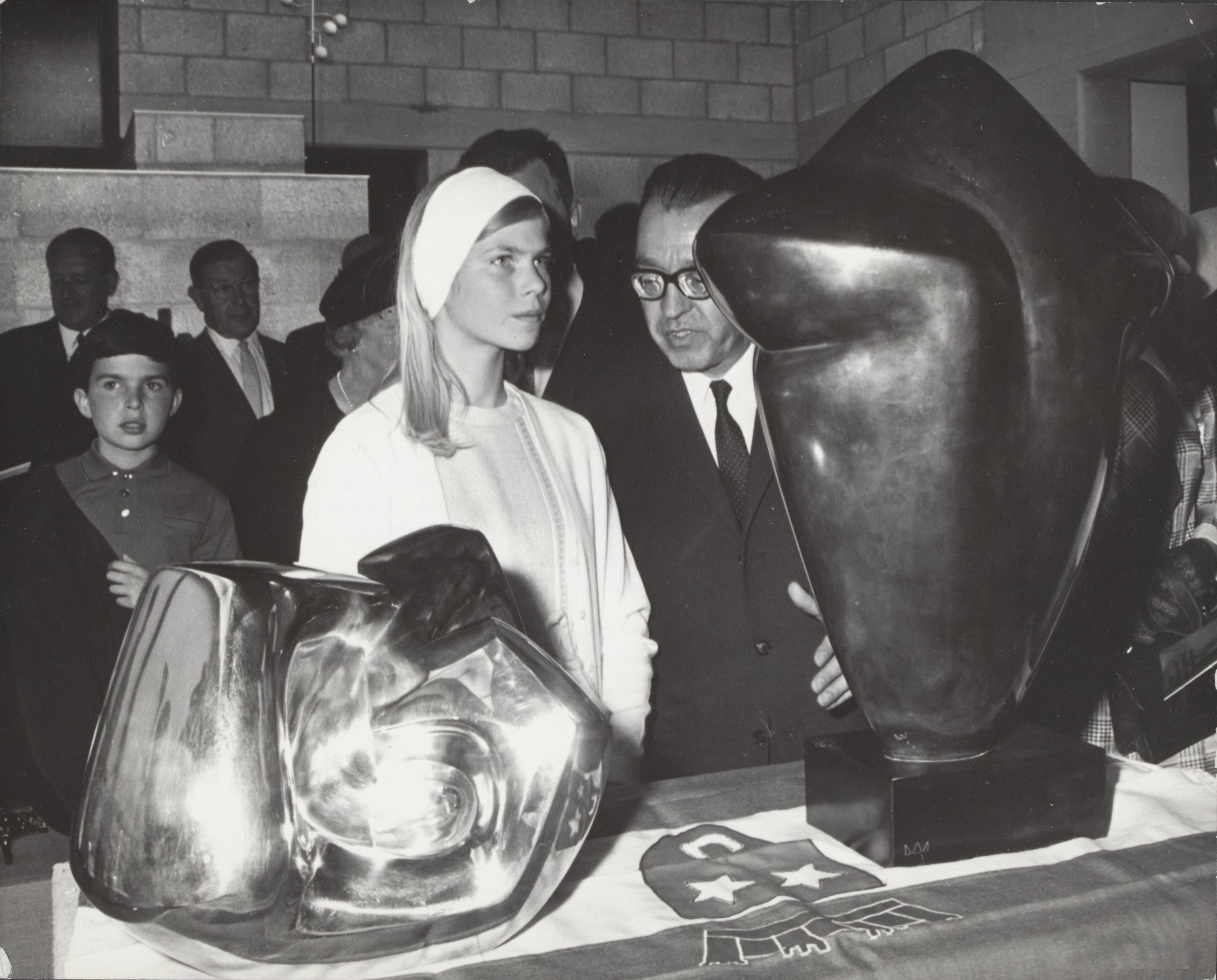
Maria Astrid davanti a due sculture di J.P. Ghijsels e Lucien Wercollier nel 1968

Nel luglio 1969 si recò Caernarfon per rappresentare i suoi genitori alla cerimonia d'investitura di Carlo del Regno Unito a principe di Galles. Dal 1970 presiede la Croce Rossa della Gioventù del Lussemburgo.
Nel 1974 inaugurò a Rwamagana, nel Ruanda, una scuola infermieristica finanziata dal Lussemburgo. Vi fece ritorno nel 1975 con la sorella Margaretha, per lavorare per tre mesi negli ospedali del paese. Nel dicembre del 1979 inaugurò i centri d'igiene sociale finanziati dal Granducato in Tunisia.
Nel giugno 2025 partecipò alle celebrazioni per il 40⁰ anniversario dell'accordo di Schengen; nell'occasione la nave Princesse Marie-Astrid, a bordo della quale avvenne la firma dell'accordo, è stata ribbattezzata "Prinzessin Marie-Astrid Europa".

## Patrocini
- Società lussemburghese per la protezione degli animali;[4]
- Associazione lussemburghese per la difesa degli interessi delle persone con disabilità fisiche;[4]
- Coro "Principessa Maria Astrid" di Mondercange.[4]

## Discendenza
Maria Astrid di Lussemburgo e Carl Christian d'Asburgo-Lorena ebbero due figlie e tre figli:
- Arciduchessa Marie Christine Anne Astrid Zita Charlotte d'Austria (Bruxelles, 31 luglio 1983), ha sposato il 6 dicembre 2008 a Malines il conte Rodolphe de Limburg-Stirum (1979):[10]
  - Conte Léopold Menno Philippe Gabriel François-Xavier Marie Joseph Ghislain (Buenos Aires, 19 aprile 2011);
  - Conte Constantin (Anderlecht, 25 ottobre 2013);
  - Conte Gabriel (Anderlecht, 7 luglio 2016).
- Arciduca Imre Emmanuel Simeon Jean Carl Marcus d'Aviano d'Austria (Ginevra, 8 dicembre 1985), ha sposato l'8 settembre 2012 a Washington Kathleen Elizabeth Walker (1986):[11]
  - Arciduchessa Maria-Stella Elizabeth Christiana Yolanda Alberta (Lussemburgo, 11 novembre 2013);
  - Arciduchessa Magdalena Maria Alexandra Zita Charlotte (Kirchberg, 24 febbraio 2016);
  - Arciduchessa Juliana Marie Christine Wilhelmina Margaret Astrid (Ginevra, 14 ottobre 2018);
  - Arciduchessa Cecilia Marie Josephine Adelaide Henrietta (15 gennio 2021);
  - Arciduca Karl (4 giugno 2023).
- Arciduca Christoph Henri Alexander Maria Marcus d'Aviano d'Austria (Ginevra, 2 febbraio 1988), ha sposato il 29 dicembre 2012 a Nancy Adélaïde Drapé-Frisch (1989):[12]
  - Arciduchessa Katarina Marie-Christine Fabiola (Ginevra, 22 dicembre 2014);
  - Arciduchessa Sophia (23 agosto 2017);
  - Arciduca Josef (ottobre 2020);
  - Arciduchessa Flavia (2023).
- Arciduca Alexander Hector Marie Karl Leopold Marcus d'Aviano d'Austria (Meyrin, 26 settembre 1990), ha sposato il 30 settembre 2023 Natacha Roumiantzoff, da cui ha divorziato nel 2025;[13]
- Arciduchessa Gabriella Maria Pilar Yolande Joséphine Charlotte d'Austria (Ginevra, 26 marzo 1994), ha sposato il 12 settembre 2020 a Jenbach il principe Henri de Borboun-Parma (1991):[14]
  - Principessa Victoria Antonia Marie-Astrid Lydia (Ginevra, 30 ottobre 2017);
  - Principessa Anastasia (2021);
  - Principessa Philippine (2023).

## Titoli e trattamento
- 17 febbraio 1954 – 6 febbraio 1982: Sua Altezza Reale, la principessa Maria Astrid di Lussemburgo, principessa di Nassau, principessa di Borbone-Parma
- 6 febbraio 1982 – attuale: Sua Altezza Imperiale e Reale, l'arciduchessa Maria Astrid d'Austria

## Onorificenze

Stemma di Maria Astrid come Dama di Gran Croce dell'Ordine di Isabella la Cattolica, Regno di Spagna

## Ascendenza
|                                |                      |                                   | Genitori                                  |  |  | Nonni |  |  | Bisnonni           |  |  | Trisnonni          |  |
|                                |                      |                                   |                                           |  |  |       |  |  | Roberto I di Parma |  |  | Carlo III di Parma |  |
|                                |                      |                                   |                                           |  |  |       |  |  | Roberto I di Parma |  |  | Carlo III di Parma |  |
|                                |                      | Luisa Maria di Borbone-Francia    |                                           |  |  |       |  |  | Roberto I di Parma |  |  |                    |  |
| Felice di Borbone-Parma        |                      |                                   |                                           |  |  |       |  |  | Roberto I di Parma |  |  |                    |  |
|                                |                      | Maria Antonia di Braganza         | Michele del Portogallo                    |  |  |       |  |  |                    |  |  |                    |  |
|                                |                      | Maria Antonia di Braganza         | Michele del Portogallo                    |  |  |       |  |  |                    |  |  |                    |  |
|                                |                      | Maria Antonia di Braganza         | Adelaide di Löwenstein-Wertheim-Rosenberg |  |  |       |  |  |                    |  |  |                    |  |
| Giovanni di Lussemburgo        |                      | Maria Antonia di Braganza         |                                           |  |  |       |  |  |                    |  |  |                    |  |
|                                |                      | Guglielmo IV di Lussemburgo       | Adolfo di Lussemburgo                     |  |  |       |  |  |                    |  |  |                    |  |
|                                |                      | Guglielmo IV di Lussemburgo       | Adolfo di Lussemburgo                     |  |  |       |  |  |                    |  |  |                    |  |
|                                |                      | Guglielmo IV di Lussemburgo       | Adelaide Maria di Anhalt-Dessau           |  |  |       |  |  |                    |  |  |                    |  |
| Carlotta di Lussemburgo        |                      | Guglielmo IV di Lussemburgo       |                                           |  |  |       |  |  |                    |  |  |                    |  |
|                                |                      | Maria Anna di Braganza            | Michele del Portogallo                    |  |  |       |  |  |                    |  |  |                    |  |
|                                |                      | Maria Anna di Braganza            | Michele del Portogallo                    |  |  |       |  |  |                    |  |  |                    |  |
|                                |                      | Maria Anna di Braganza            | Adelaide di Löwenstein-Wertheim-Rosenberg |  |  |       |  |  |                    |  |  |                    |  |
| Maria Astrid di Lussemburgo    |                      | Maria Anna di Braganza            |                                           |  |  |       |  |  |                    |  |  |                    |  |
|                                | Alberto I del Belgio | Filippo del Belgio                |                                           |  |  |       |  |  |                    |  |  |                    |  |
|                                | Alberto I del Belgio | Filippo del Belgio                |                                           |  |  |       |  |  |                    |  |  |                    |  |
|                                | Alberto I del Belgio | Maria di Hohenzollern-Sigmaringen |                                           |  |  |       |  |  |                    |  |  |                    |  |
| Leopoldo III del Belgio        | Alberto I del Belgio |                                   |                                           |  |  |       |  |  |                    |  |  |                    |  |
|                                |                      | Elisabetta di Baviera             | Carlo Teodoro in Baviera                  |  |  |       |  |  |                    |  |  |                    |  |
|                                |                      | Elisabetta di Baviera             | Carlo Teodoro in Baviera                  |  |  |       |  |  |                    |  |  |                    |  |
|                                |                      | Elisabetta di Baviera             | Maria José di Braganza                    |  |  |       |  |  |                    |  |  |                    |  |
| Giuseppina Carlotta del Belgio |                      | Elisabetta di Baviera             |                                           |  |  |       |  |  |                    |  |  |                    |  |
|                                |                      | Carlo di Svezia                   | Oscar II di Svezia                        |  |  |       |  |  |                    |  |  |                    |  |
|                                |                      | Carlo di Svezia                   | Oscar II di Svezia                        |  |  |       |  |  |                    |  |  |                    |  |
|                                |                      | Carlo di Svezia                   | Sofia di Nassau                           |  |  |       |  |  |                    |  |  |                    |  |
| Astrid di Svezia               |                      | Carlo di Svezia                   |                                           |  |  |       |  |  |                    |  |  |                    |  |
|                                |                      | Ingeborg di Danimarca             | Federico VIII di Danimarca                |  |  |       |  |  |                    |  |  |                    |  |
|                                |                      | Ingeborg di Danimarca             | Federico VIII di Danimarca                |  |  |       |  |  |                    |  |  |                    |  |
|                                |                      | Ingeborg di Danimarca             | Luisa di Svezia                           |  |  |       |  |  |                    |  |  |                    |  |
|                                |                      | Ingeborg di Danimarca             |                                           |  |  |       |  |  |                    |  |  |                    |  |